# Hängekompass

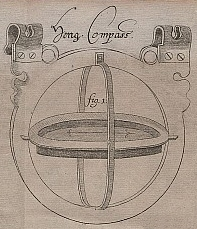
Hängekompass nach Balthasar Rösler

Ein Hängekompass ist ein markscheiderisches Instrument, das der Bestimmung des Streichwinkels dient. Er ist zusammen mit dem Gradbogen und dem Lot Teil des Hängezeugs.

## Geschichte

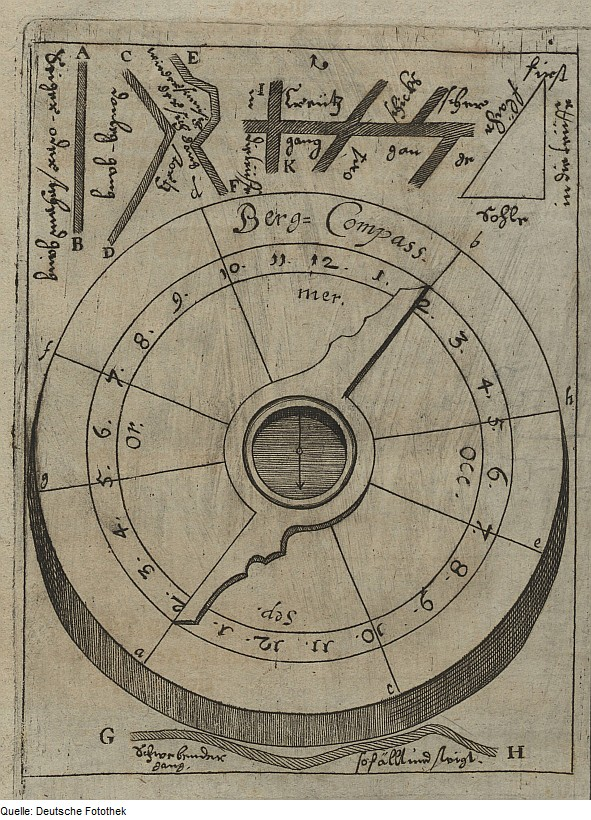
Setzkompass mit rechtsläufiger 12-h-Teilung

Der Vorläufer des Hängekompasses ist der Setzkompass, den Georgius Agricola im fünften Buch seiner De Re Metallica Libri XII beschreibt. Der Bergmeister Balthasar Rösler erfand 1633 den ersten Hängekompass. Dieser verfügte bereits über eine kardanische Aufhängung und entsprach im Grundaufbau den heute noch verwendeten Hängekompassen. Verbesserungen aus späterer Zeit waren die Sperrvorrichtung, ein Ausgleichsgewicht zur Berichtigung der Nadel-Horizontallage und eine praktischere Formgebung.
Die alten Setzkompasse verfügten über die althergebrachte Stundenteilung, das heißt, sie waren rechtsläufig, bei Nord und Süd beginnend, in 2 × 12 Stunden geteilt, wobei eine Stunde 15° entsprach. Die Stunden waren zunächst in Achtel unterteilt, später setzte sich die Unterteilung in Grad durch. Balthasar Rösler versah seinen Hängekompass mit einer linksläufigen Teilung, um so direkt den Streichwinkel ablesen zu können. Noch später ging man dazu über, den Vollkreis durchlaufend in 360° zu unterteilen und im 20. Jahrhundert schließlich setzte sich im Markscheidewesen und der Vermessung allgemein die Teilung des Vollkreises in 400 Gon durch.

## Aufbau

360°-Teilung eines Hängekompasses

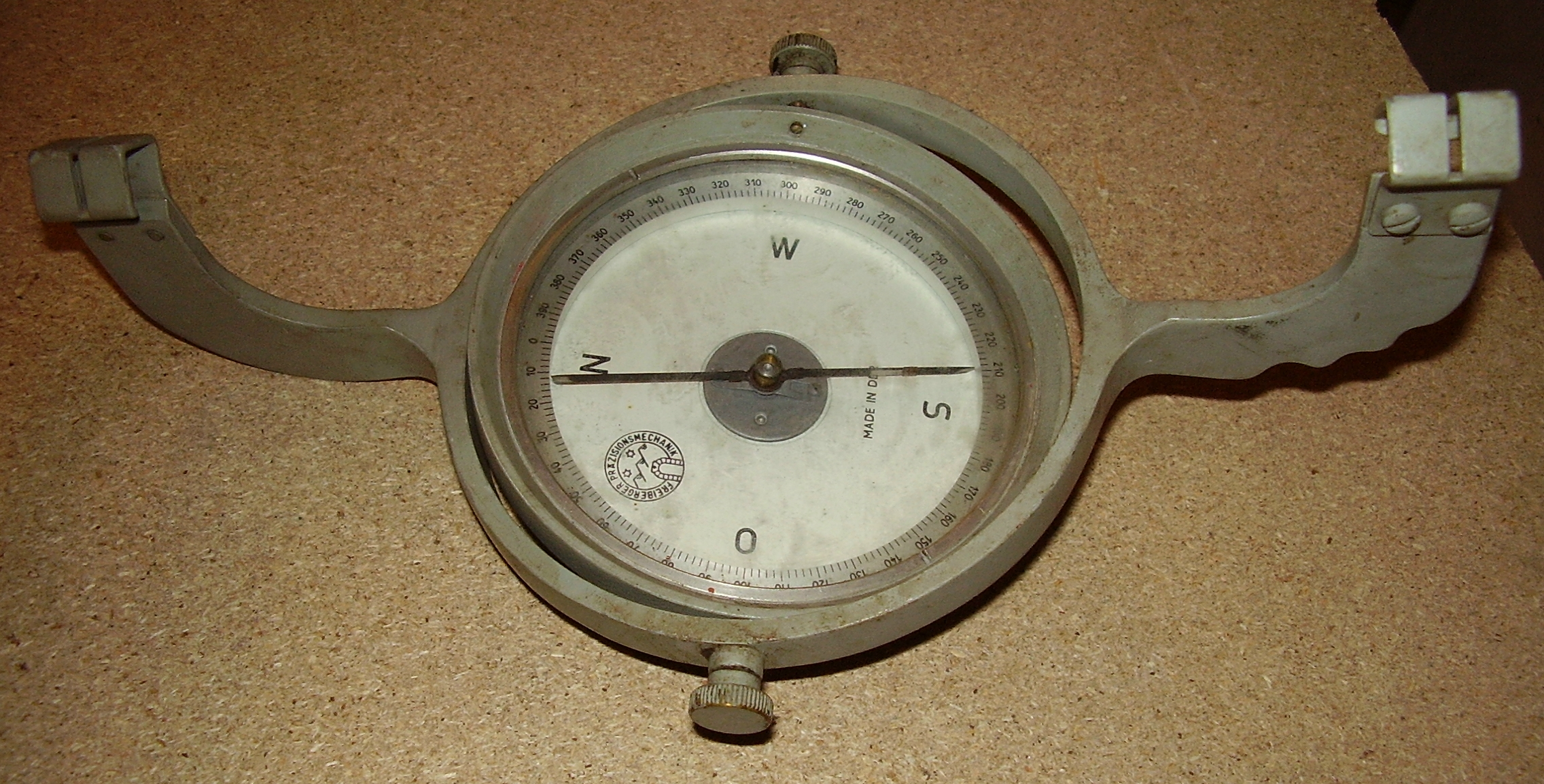
Moderner Hängekompass

Der Hängekompass ist – im Gegensatz zu normalen Kompassen – linksweisend geteilt, das heißt die Teilung verläuft entgegen dem Uhrzeigersinn. Folgerichtig sind die Bezeichnungen Ost und West gegenüber einem normalen Kompass vertauscht. Der Grund für diese Anordnung liegt darin, dass die Magnetnadel immer dieselbe Stellung einnimmt, die Teilung jedoch nach dem Verlauf der Messlinie ausgerichtet wird.
Der Hängekompass besteht aus der Kompassbüchse, in der die Magnetnadel auf einer Stahlspitze drehbar gelagert ist. Auf dem Boden der Kompassbüchse ist die Kompassteilung aufgetragen. An der Unterseite der Büchse befindet sich die Sperrvorrichtung, mit der die Magnetnadel von der Spitze abgehoben und gegen das Schutzglas gedrückt werden kann. Die Magnetnadel ist auf einer Seite gekennzeichnet, um die Nord- und Südhälfte unterscheiden zu können. Die Kompassbüchse ist durch zwei Lager, die axial in Ost-West-Richtung angebracht sind, mit dem Ring verbunden, so dass die Büchse immer horizontal einschwingt. Am Ring befinden sich die beiden Bügel, an deren Enden die Aufhängehaken befestigt sind. Die Bügel verlaufen in Nord-Süd-Richtung. Bei neueren Kompassen sind Ring und Bügel aus einem Teil gefertigt (Freiberger Bauart). Bei der sogenannten Kasseler Bauart ist der Ring mit zwei weiteren Lagern in Nord-Süd-Richtung klappbar in dem aus einem Stück bestehenden Bügel gelagert, so dass der Kompass bei Nichtbenutzung platzsparend flach zusammengeklappt werden kann. Diese Bequemlichkeit wird mit einer höheren Anfälligkeit, die sich auf die Genauigkeit auswirken kann, erkauft.

## Verwendung

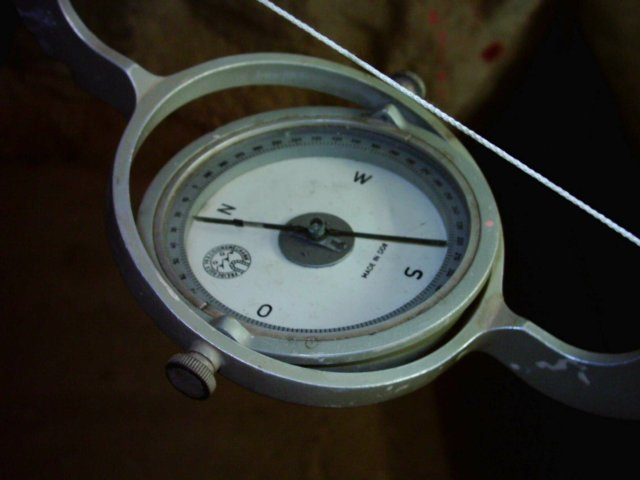
Hängekompass an der Schnur

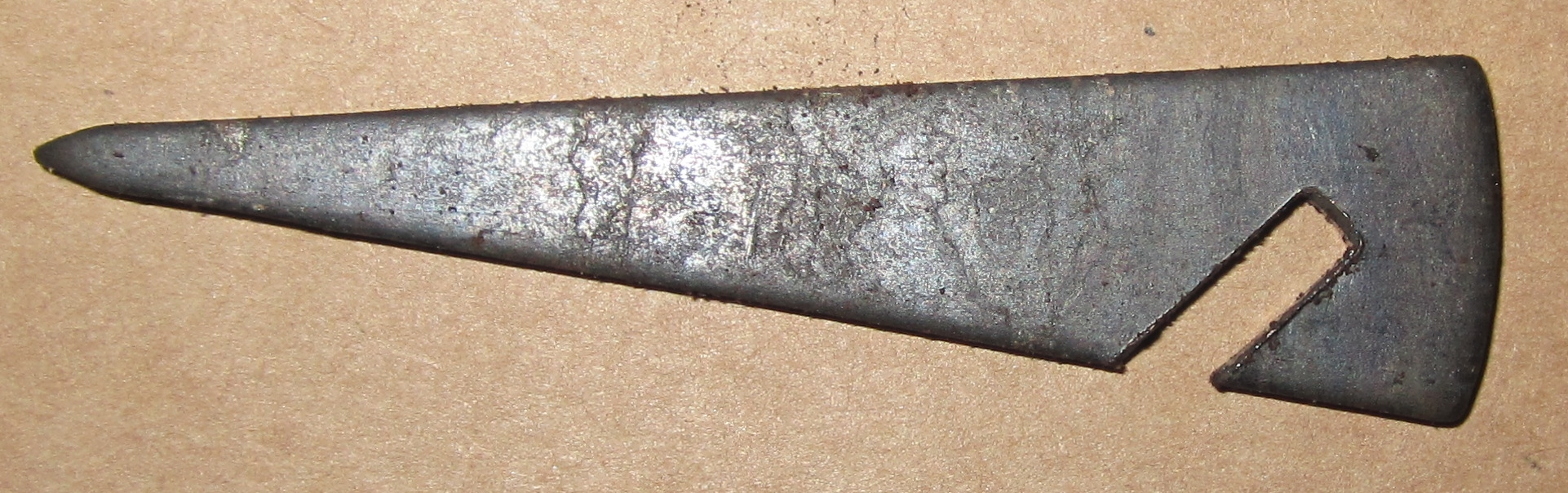
Firstnagel

Während der Hängekompass bis zur Einführung der Visiermarkscheidekunst durch Julius Weisbach das hauptsächliche Richtungsmessinstrument des Markscheiders war, wurde er seit Mitte des 19. Jahrhunderts in dieser Verwendung immer weiter zurückgedrängt. Dies ist durch die höhere Genauigkeit eines mit dem Theodolit gemessenen Polygonzuges, die zunehmende Verfügbarkeit der Theodolite und den Einsatz von immer mehr Stahl und Elektrokabeln in den Bergwerken bedingt. Wurden noch bis zur Mitte des 20. Jahrhunderts Nebenzüge mit dem Hängezeug gemessen, so waren 1958 „Kompaßmessungen…im rheinisch-westfälischen Bergbaubezirk fast völlig durch Messungen mit dem Hängetheodolit ersetzt worden…“. Heute wird der Hängekompass noch in der Höhlenforschung verwendet, da er, wenn eine einfache Genauigkeit ausreicht, einfacher und auch unter widrigen Bedingungen eingesetzt werden kann.

### Kompasszug
Um einen Streichwinkel mit dem Hängekompass messen zu können, wurden zunächst entlang des zu vermessenden Grubenbaues die Messpunkte mit Firstnägeln vermarkt. Beginnend an einem lagemäßig bekannten Markscheiderpunkt wurde zwischen diesen straff eine Schnur gezogen.
Dann wurde der Kompass an die Schnur gehängt, die Sperrvorrichtung gelöst und nach dem Einschwingen der Nadel an der Nordspitze der Magnetnadel der Streichwinkel abgelesen. Anschließend vertauschte man den Kompass mit dem Gradbogen und las an diesem die Neigung der Schnur ab; zum Schluss wurde mit Lachterkette, Messschnur oder Meßband die flache Länge zwischen den beiden Messpunkten bestimmt.
Die so bestimmten Winkel und Strecken entsprechen den drei Grundelementen einer polaren Aufnahme, wie sie auch in der modernen Geodäsie noch verwendet werden. Der Streichwinkel entspricht dabei dem Richtungswinkel, die Neigung dem Vertikalwinkel und die flache Länge der Schrägstrecke. Mit diesen drei Messelementen kann man einen Polygonzug, hier Kompasszug genannt, berechnen.

### Genauigkeit
Die Ablesegenauigkeit eines Hängekompasses beträgt 2 Gon (bei Teilung in 360° 1–2°), halbe Werte können geschätzt werden. Um eine Nadelexzentrizität auszuschalten, wird nach der ersten Ablesung der Kompass um 200 Gon umgehängt und nochmals abgelesen; aus beiden Ablesungen wird das arithmetische Mittel gebildet.
Zur Korrektur der Magnetabweichung muss diese vor der Messung bestimmt werden. Dazu benutzt man eine Orientierungslinie, deren Richtungswinkel bekannt ist und idealerweise genau nach astronomisch Nord verläuft. Die so bestimmte Abweichung wird auf den abgelesenen Winkel als Verbesserung angebracht. Die Bestimmung der Nadelabweichung muss regelmäßig, mindestens einmal jährlich, wiederholt werden.
Da der Kompass durch Eisenteile und stromführende Kabel in seiner Nähe beeinflusst wird, muss bei der Messung auf genügenden Abstand geachtet werden. Ebenso muss die Ausrüstung des Markscheiders eisenfrei sein. Dies führte beispielsweise dazu, dass von jedem klassischen Grubenlampentyp ein eisenfreies Markscheidermodell existierte.

## Schlussbetrachtungen
In Eisenerzgruben kann mit dem Hängekompass nicht gearbeitet werden. Ebenso sind Starkstromleitungen und große Eisen-/Stahlmassen in der Grube ein Problem. Trotz der geringeren Messgenauigkeit an sich haben Kompasszüge einen entscheidenden Vorteil: Es kann keine Verschwenkung auftreten, da auf jeder Zugseite der Streichwinkel unabhängig vom vorhergehenden Streichwinkel gemessen wird.
Einige Geologenkompasse sind mit Schnurhaken ausgestattet und können als Hängekompass mit geringerer Genauigkeit verwendet werden.
Kompasszüge sind grundsätzlich auch mit Kompassen möglich, die über eine Zielvorrichtung verfügen (Spiegelkompasse, Peilkompasse). Ein Hängekompass weist eine deutlich höhere Genauigkeit auf.